# Becker M2 20 mm
Becker M2 foi um canhão automático de 20 mm. Uma peça de artilharia antiaérea, foi produzida em massa a partir de 1916 e usada durante a Primeira Guerra Mundial pelas forças do Império Alemão, tendo de facto sido o único canhão automático a prestar serviço aéreo.
Esta peça de artilharia serviu como base para a famosa Oerlikon 20 mm, que ainda hoje presta serviço. Apenas dois exemplares existem no mundo, onde se encontram em museus, um em França e outro nos Estados Unidos.